# Göttingen
Pour l’article homonyme, voir Göttingen (chanson).
Göttingen (prononcé : /ˈɡœtɪŋən/ ) aussi parfois nommée en français Gœttingue, Gœtting ou Gottingue (en bas allemand : Chöttingen) est une ville d'Allemagne, dans le Land de Basse-Saxe, capitale du district du même nom. Elle se situe à mi-chemin entre Bonn et Berlin. Elle compte environ 112 000 habitants, dont 32 000 étudiants.
C'est un important centre universitaire. L'Université de Göttingen est l'une des plus célèbres d'Allemagne, avec 32 000 étudiants et 2 500 enseignants. 42 prix Nobel ont enseigné ou étudié à Göttingen. La ville abrite également la Bibliothèque de Basse-Saxe, ainsi que l'Institut Max-Planck et l'Académie des sciences. L'université possède deux jardins botaniques au sein du Jardin botanique de l'Université Georg-August de Göttingen.

## Histoire
| Appartenances historiques Duché de Brunswick-Lunebourg 1235-1269 Principauté de Brunswick-Wolfenbüttel 1269-1345 Principauté de Göttingen 1345-1463 Principauté de Calenberg 1463-1692 Électorat de Brunswick-Lunebourg 1692-1807 Royaume de Westphalie 1807-1813 Royaume de Hanovre 1814-1866 Royaume de Prusse (Province de Hanovre) 1866-1918 Empire allemand 1871-1918 République de Weimar 1918-1933 Reich allemand 1933-1945 Allemagne occupée 1945-1949 Allemagne de l'Ouest 1949–1990 Allemagne 1990-présent |

La première mention attestée de la ville (nommée Gutingi à l'époque) remonte à 953, sur une charte conclue entre Othon Ier et le monastère de Magdebourg. Une charte municipale est attestée vers 1210. À cette époque, la ville est une place commerciale prospère, surtout après 1351, date de son entrée dans la Hanse. En 1387, les bourgeois sont même assez puissants pour détruire le palais ducal. Le territoire de la ville de Göttingen appartenait initialement à l'archevêché de Mayence ou à son archidiaconat Nörten dans la province ecclésiastique de Mayence. En 1547, pourtant, la fortune s'inverse avec l'échec de la ligue de Smalkalde, à laquelle Göttingen appartenait — ligue réunie autour de Martin Luther par les princes protestants contre Charles Quint. La guerre de Trente Ans achève de ruiner la ville. Celle-ci renaît en 1737 quand l'électeur de Brunswick-Lunebourg, Georges II, y fonde l'université.
En 1806 la ville passe brièvement sous contrôle prussien et, en 1807, elle est intégrée au royaume de Westphalie, avant de revenir dans le giron du royaume de Hanovre en 1813. En 1866, Göttingen et tout le royaume de Hanovre sont rattachés à la Prusse.
Pendant la Seconde Guerre mondiale, seulement 2,1 % de la ville (59 maisons, la gare et quelques bâtiments de l'université) furent détruits. La ville est prise le 7 avril 1945 par des unités des 1re armée (États-Unis) et 9e armée (États-Unis).

## Quartiers et villages
- Groß Ellershausen
- Hetjershausen (de)
- Knutbühren

## Monuments et traditions
La façade principale de l'Hôtel de Ville est caractéristique du style Renaissance de la Weser, avec ses volutes, ses pyramides et ses pignons décorés de statues.
En décembre, la place du marché et les ruelles autour de l'église Saint Jean accueillent le marché de Noël.
La tradition universitaire depuis maintenant plus d'un siècle veut que les doctorants de l'université ayant reçu leur diplôme doivent marcher au centre-ville (souvent accompagnés par toute leur famille et tous leurs amis et montés sur une brouette décorée), escalader la fontaine de la Gänseliesel, la « Lison aux oies », pour lui offrir un bouquet de fleurs et lui donner un baiser sur la joue. Cette tradition était pendant longtemps officiellement interdite, mais toujours tolérée. Surtout en été, quand beaucoup de doctorants reçoivent leur diplôme, on peut voir presque tous les jours les cortèges vers la fontaine.

### Galerie

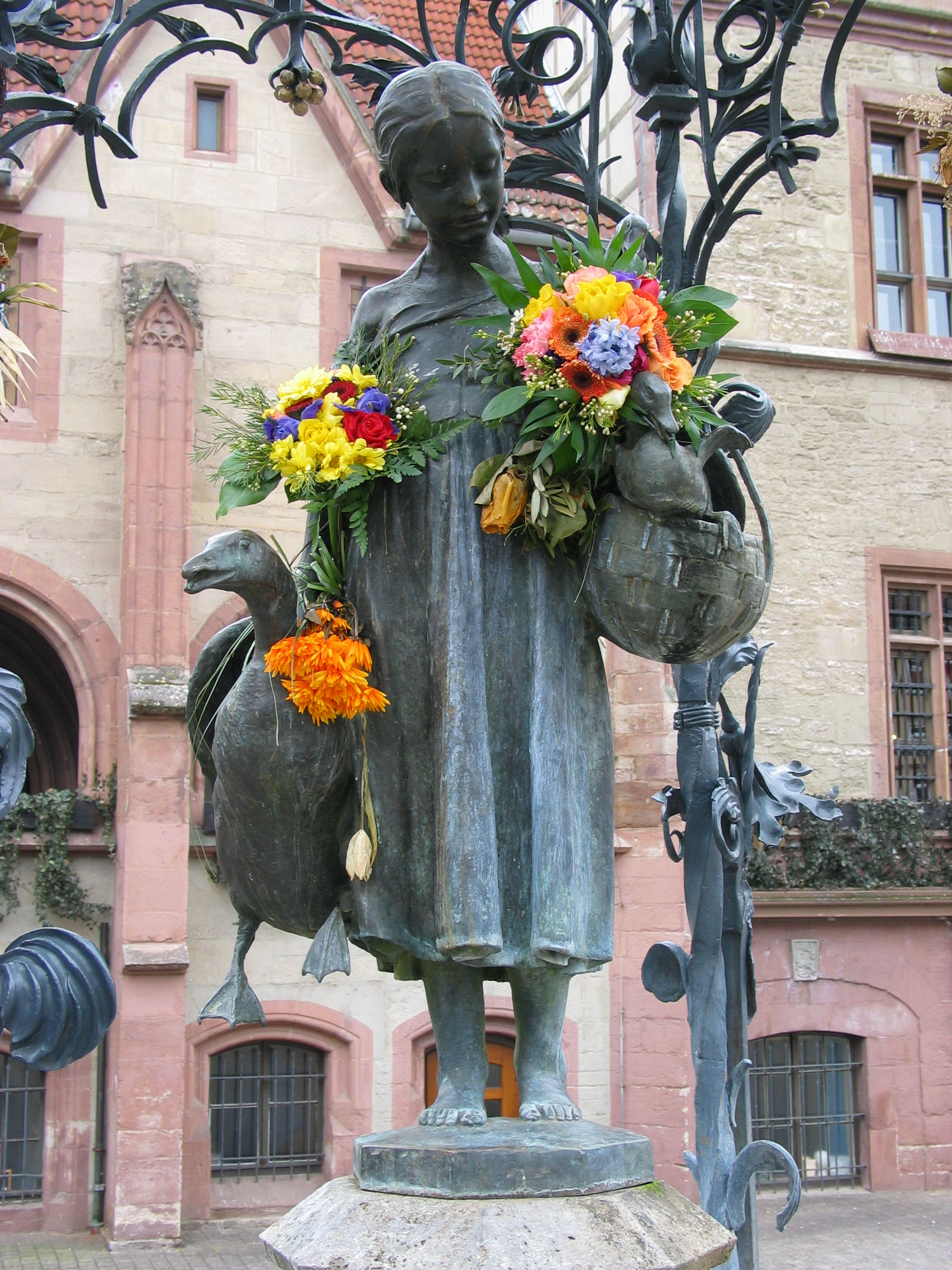
La fontaine de la Gänseliesel, Lison, jeune gardienne d'oies.
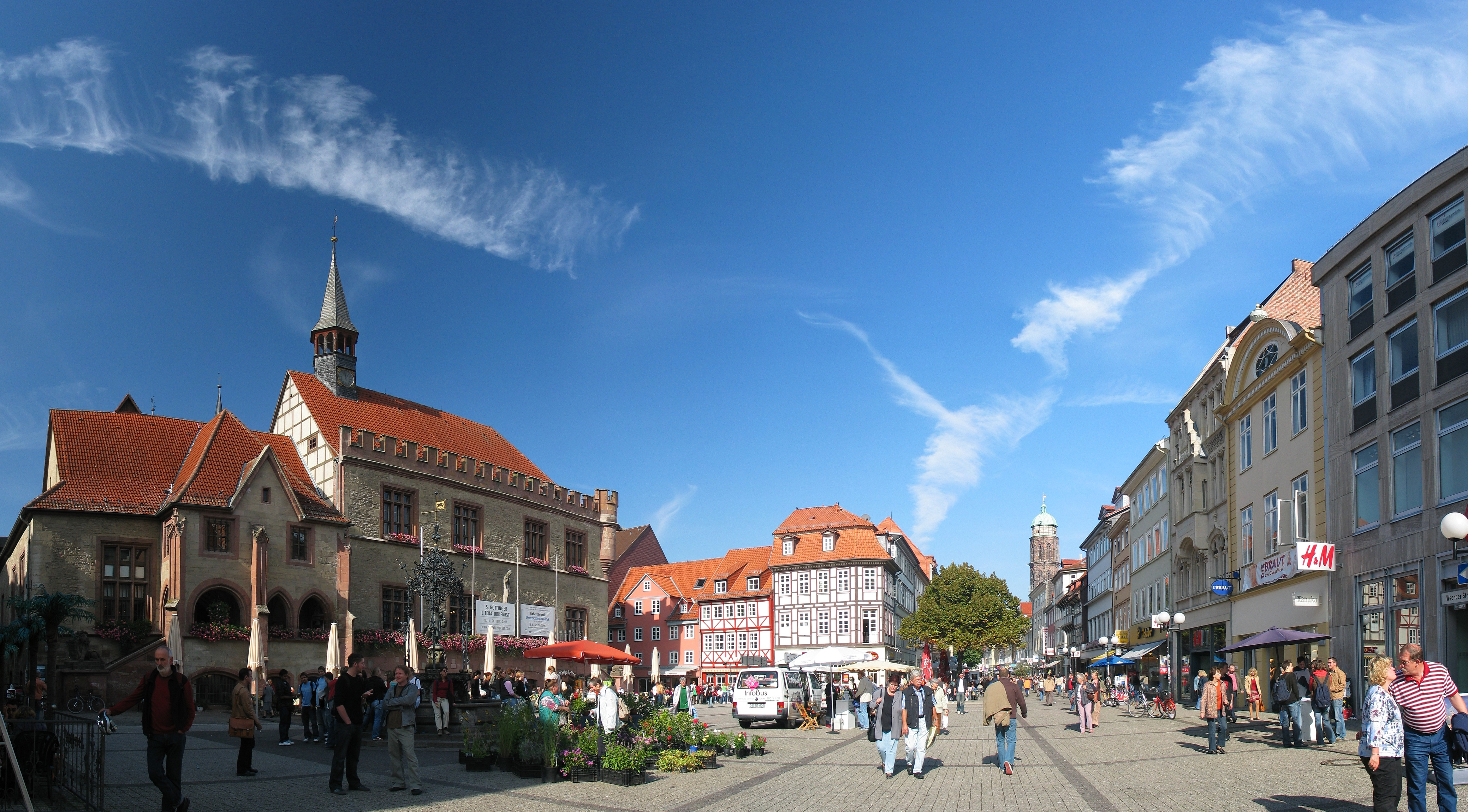
La place du marché et la zone piétonne.
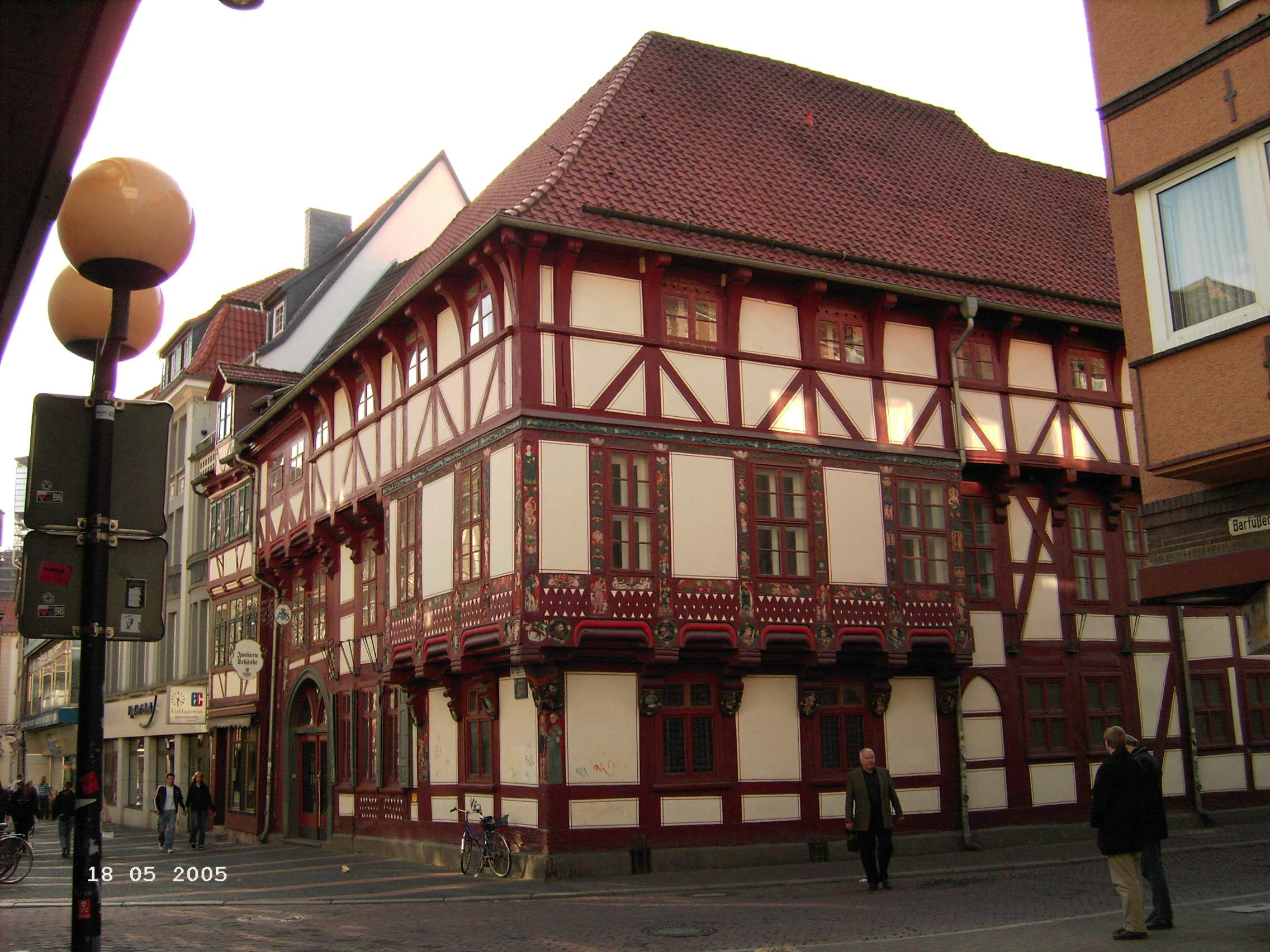
La Junkernschänke, maison de style gothique tardif du XVe siècle.
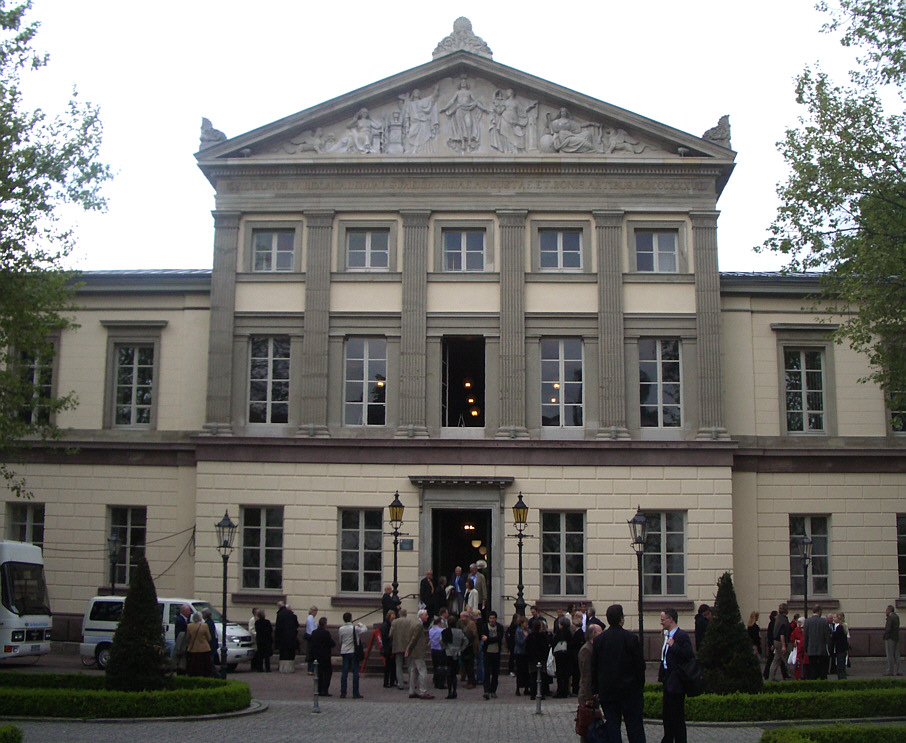
La grande salle de l'université.
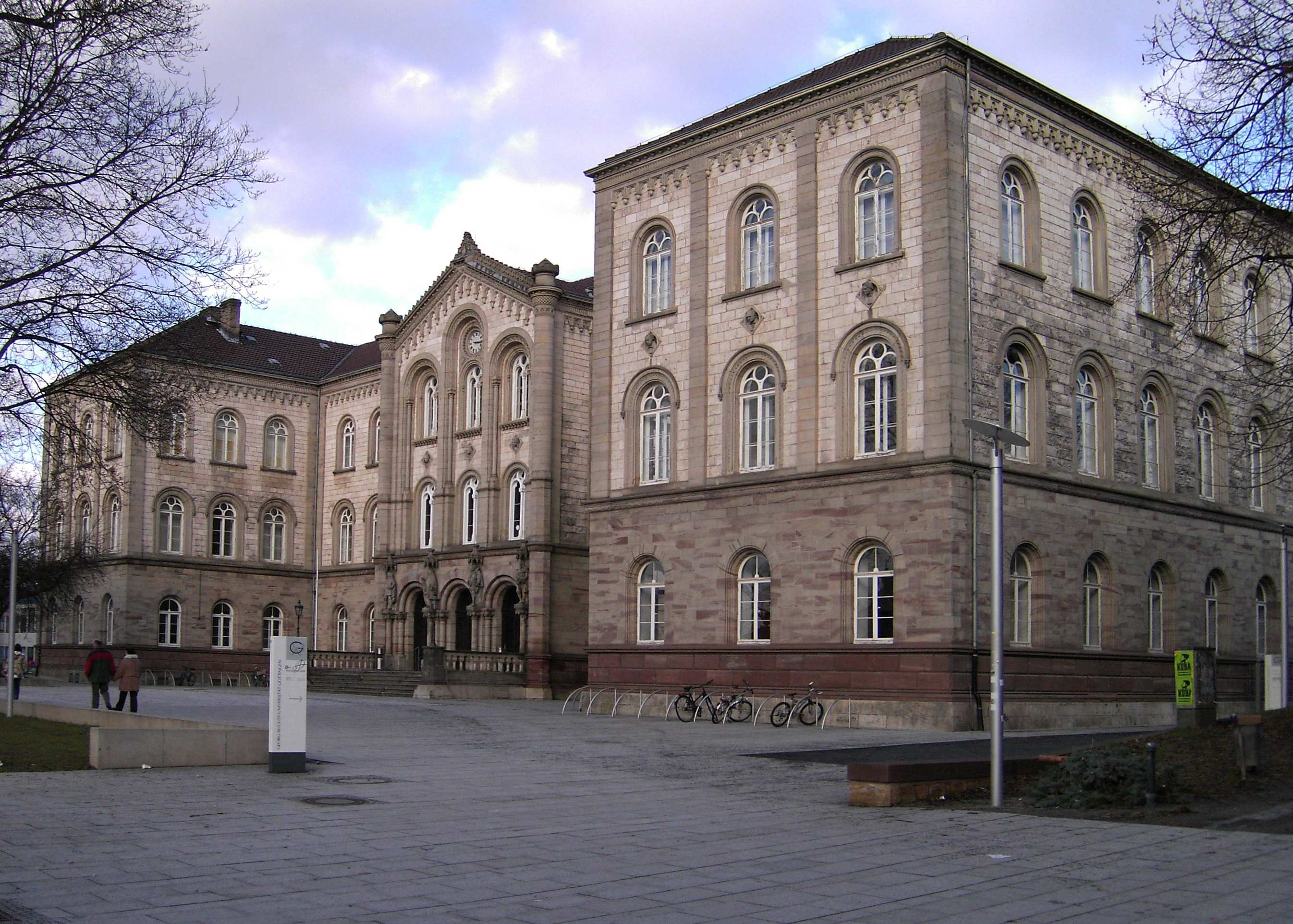
Le grand amphithéâtre de l'université.
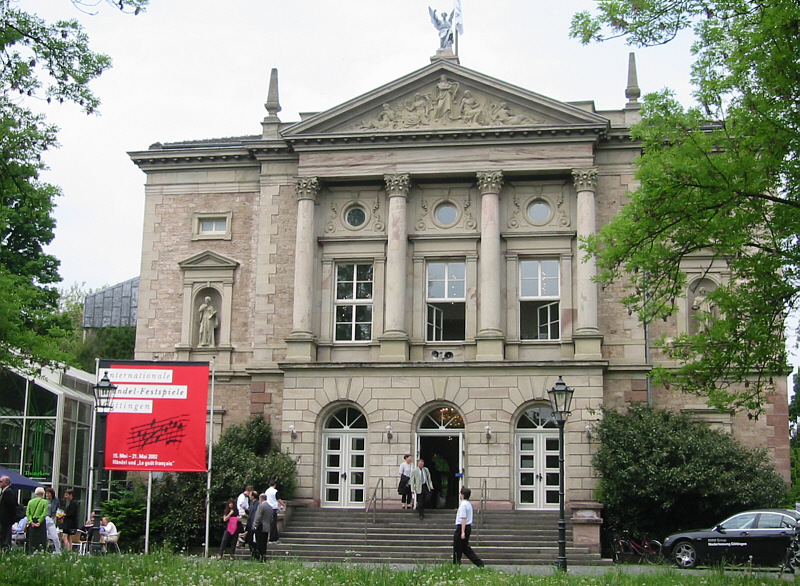
Le grand théâtre « Deutsches Theater ».
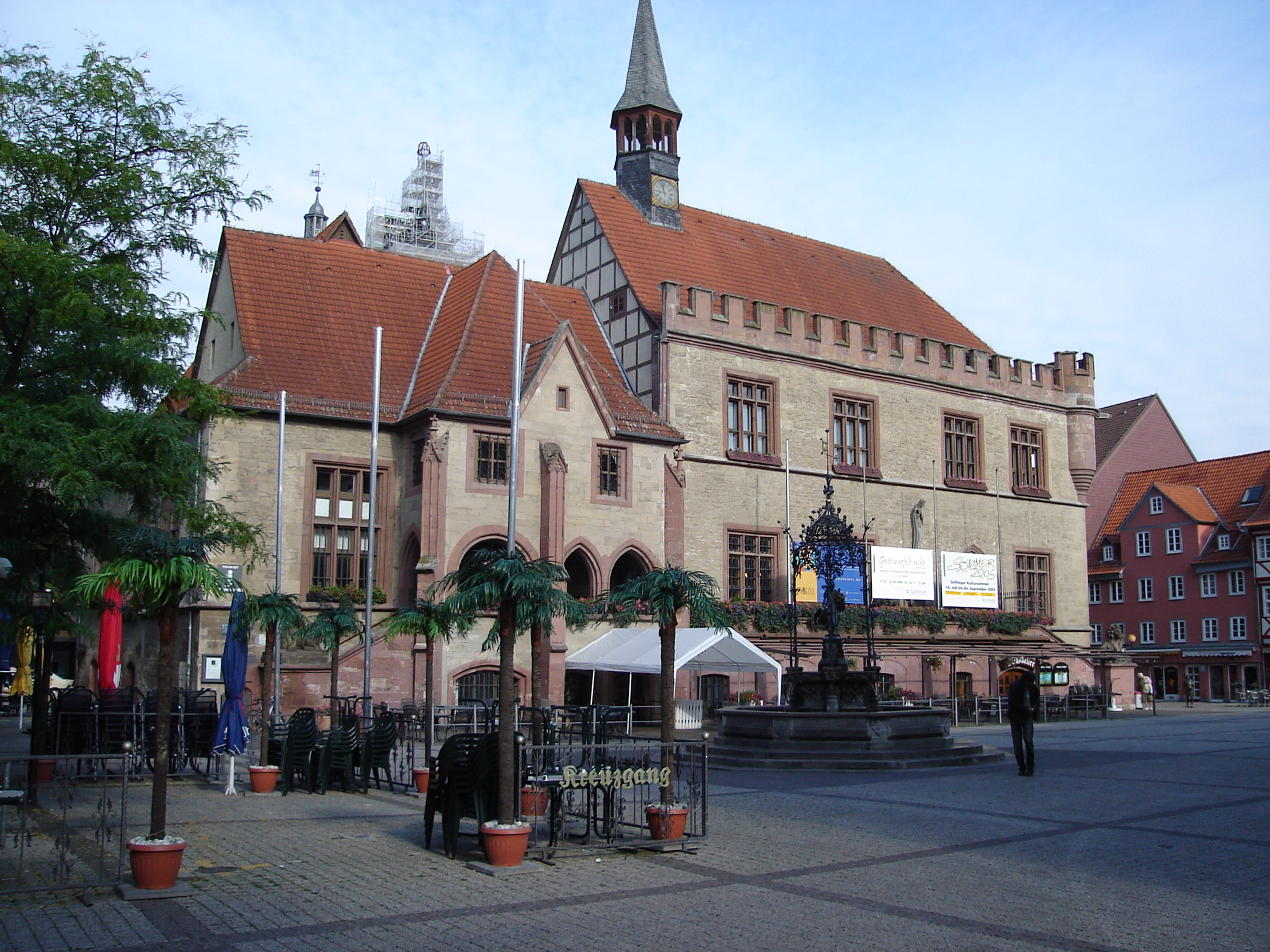
L'ancienne mairie, centre de la vieille ville.
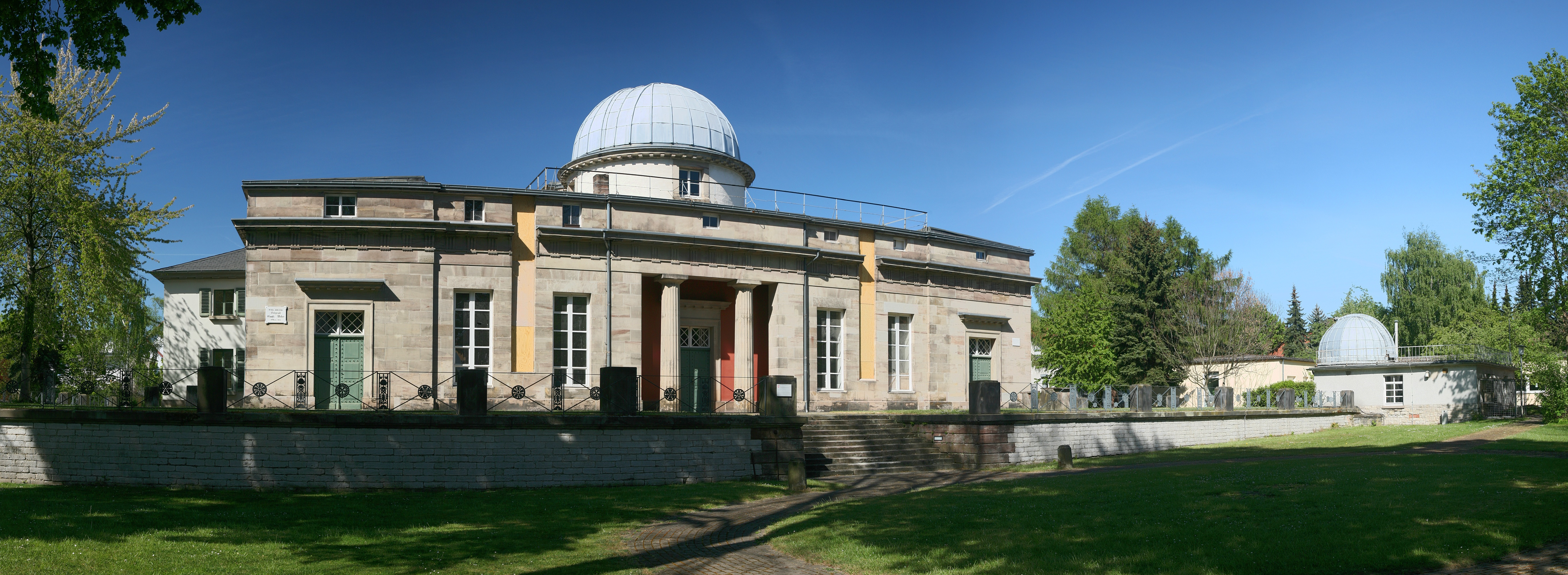
L'observatoire de Carl Friedrich Gauss.
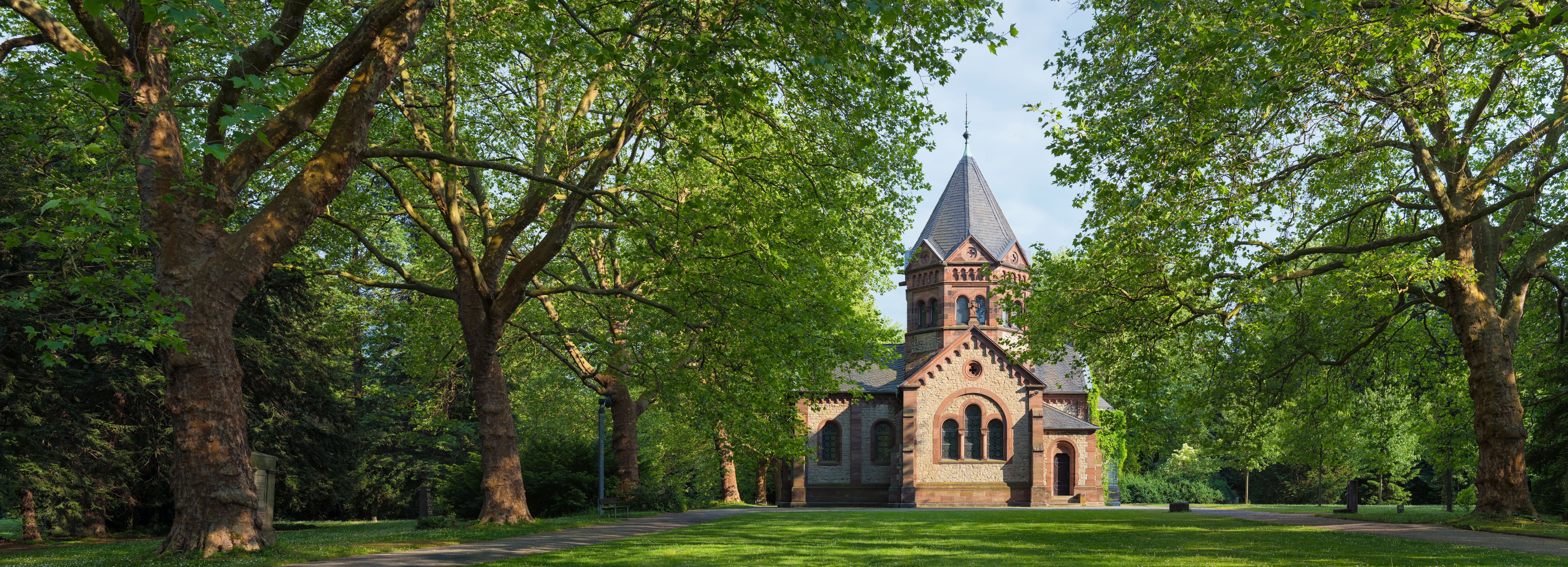
Chapelle au cimetière historique de Göttingen. Juin 2017.
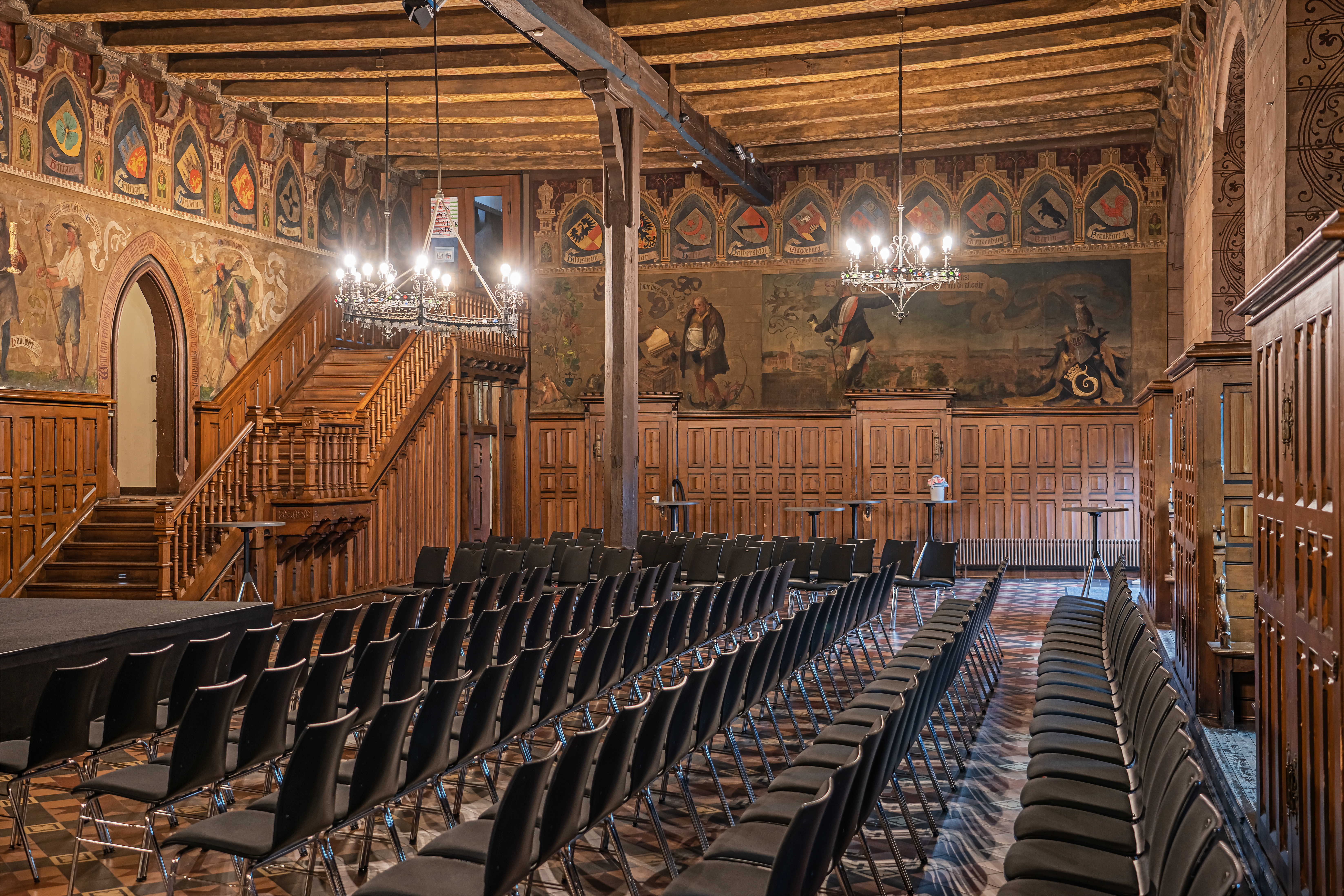
Salle intérieure du Altes Rathaus (Göttingen) (de). Juin 2022.

## Culture

### Religion

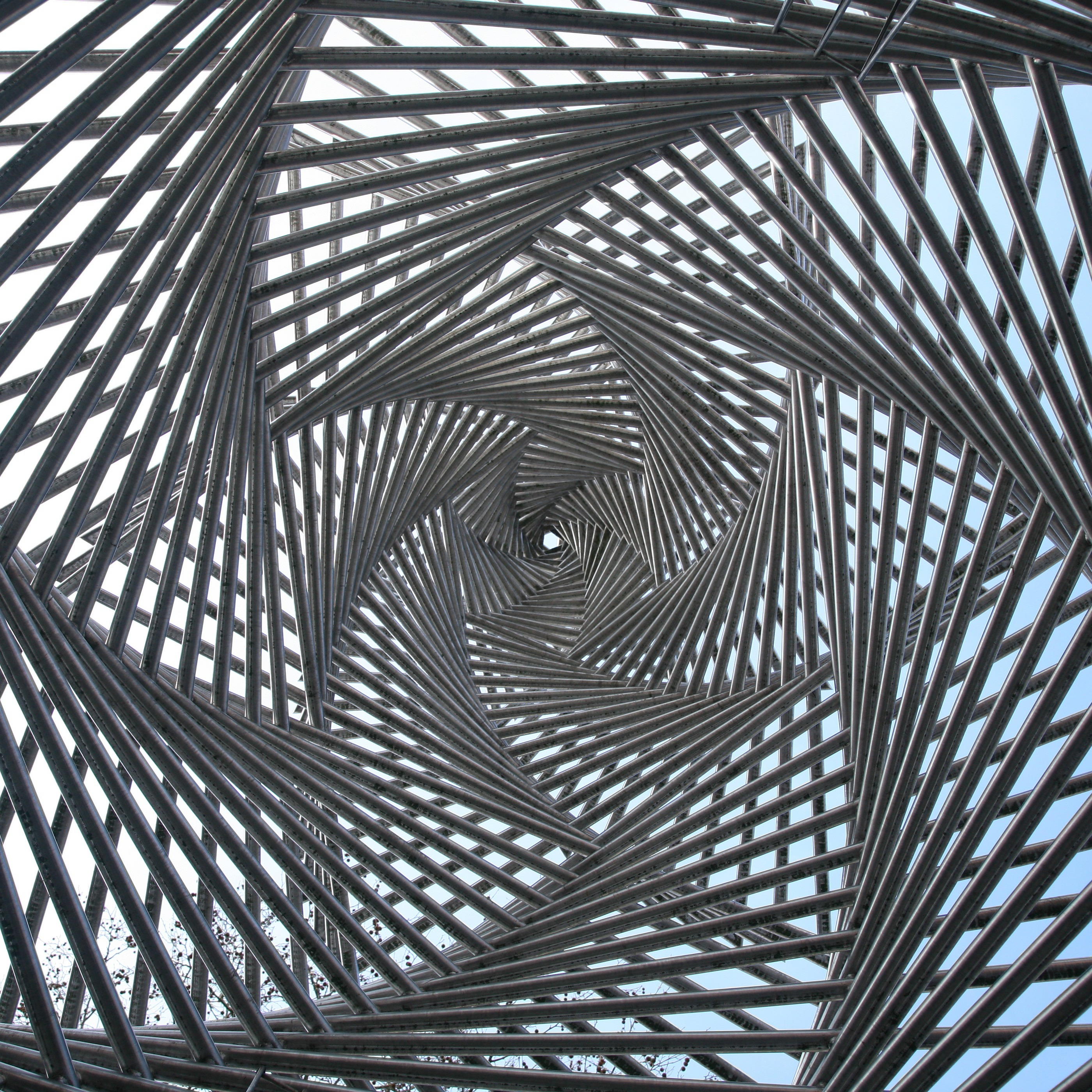
Vue du dessous de la sculpture à la Platz der Synagoge

Fin 2015, le nombre d'habitants à Göttingen s'élève à 132 866 personnes composées de 36 % de luthériens, 13,8 % de catholiques et 50,2 % relevant d'autres religions.
Parmi les églises luthériennes, on peut citer : l'église évangéliste Saint Alban, l'église Corvinus, l'église luthérienne de la Croix (Kreuzkirche).
Parmi les églises catholiques, on peut citer : l'église Saint Michel, l'église Saint Paul, l'église Saint Nicolas, l'église Sainte Marie, l'église Saint Jacques, l'église Saint Vincent, l'église Saint Pierre.
L'église Saint Blaise possède une tour hexagonale dominée par un toit à forte pente. Transformée en halle gothique à la fin du XVe siècle, l'église renferme, dans le collatéral droit, le tombeau du Duc Guillaume de Brunswick (mort en 1503), à gauche du chœur, l'épitaphe de son fils, et dans le bas-côté gauche, une cuve baptismale du XIVe siècle.
Une communauté juive était établie à Göttingen depuis le XVIe siècle. Sous le nazisme, l'ancienne synagogue de 1869 a été incendiée en 1938 et la communauté décimée. Aujourd'hui, le cimetière juif conserve plus de 400 pierres tombales. Une vie communautaire juive est à nouveau active à travers la synagogue dont le bâtiment est celui de Bodenfelde transféré à Göttingen, et un nouveau centre communautaire inauguré en 2004 pour les 500 paroissiens,.
Pour de plus amples informations sur la communauté juive avant la Seconde Guerre mondiale et sa synagogue, voir: synagogue de Göttingen (1872-1938)
Il y existe aussi plusieurs communautés musulmanes fréquentant deux mosquées sur la ville. Sont aussi représentés les Témoins de Jéhovah, l'Église de Jésus-Christ des saints des derniers jours, l'Église néo-apostolique et l'Église orthodoxe russe.

### Théâtres
Göttingen héberge trois théâtres :
- le Deutsches Theater[4], construit en 1889/1890 ;
- le Junges Theater[5], petite scène alternative depuis 1957 ;
- le Theater im OP (ThOP)[6], théâtre universitaire et amateur installé dans une ancienne salle de chirurgie.

### Musique
L'orchestre symphonique de Göttingen est réputé bien au-delà des frontières de la ville aussi bien que le Chœur de garçons de Göttingen ou l'académie chorale pour enfants et jeunes.
Le groupe populaire de vocalistes Ganz Schön Feist a ses racines à Göttingen, comme le groupe de hard rock Guano Apes. Plusieurs festivals de musique rock ou pop sont organisés tout au long de l'année pour donner une chance aux nouveaux talents.
Chaque année en novembre, le festival de jazz accueille des musiciens célèbres et de nombreux spectateurs à Göttingen. En été, c'est le Festival International de Handel qui attire les amis de la musique baroque.
Une longue tradition universitaire est la fête de la Saint-Nicolas qui a lieu, tous les ans, autour du 6 décembre dans le bâtiment des amphithéâtres sur le campus de Göttingen. Pendant toute la soirée, et dans tous les amphis, le film culte allemand Die Feuerzangenbowle est montré sur les grands écrans. Dans le hall du bâtiment, il y a une piste de danse et plusieurs groupes de musique qui accompagnent la danse.

### Littérature
Le Centre Littéraire de Göttingen organise tout au long de l'année des lectures et rencontres avec des auteurs. Il est également l'organisateur principal du Göttinger Literaturherbst (l'automne littéraire de Göttingen), une série de lectures et discussions en septembre.
En même temps, l'institut de langue et littérature allemande de l'université s'occupe de documenter la littérature allemande de l'après-guerre.

### Musées et archives
- Städtisches Museum (Musée municipal)
- Collections d'art de l'université
- Collections archéologiques de l'université
- Karzer de l'université (ancienne salle d'arrestation, graffitis historiques)
- Collections ethnologiques de l'université
- Collections zoologiques de l'université
- Appartement estudiantin d'Otto von Bismarck
- Musée de la Chimie à Göttingen
- Saline Luisenhall (une des dernières usines en Europe actives dans la production du sel)
- Archives municipales

### Personnalités

#### Nés à Göttingen
- Ernst Ludwig Riepenhausen (1765-1840), peintre et graveur ;
- Ses deux fils Franz Riepenhausen (1786-1831) et Johannes Riepenhausen (1787-1860), peintres ;
- August Heinrich Matthiä (1769-1835), érudit et philologue ;
- Carl Oesterley senior (de) (1805-1891), peintre ;
- Son fils Carl Oesterley junior (1839-1930), peintre ;
- Cornelia Paczka-Wagner (1864-1930), peintre et sculptrice ;
- Heinrich Petri (1834-1872), peintre, fils de Philipp Petri ;
- Herbert Grönemeyer (1946-), chanteur ;
- Juliane Köhler (1965-), actrice.

#### Morts à Göttingen
- Christoph Girtanner (1760-1800), écrivain, médecin, chimiste et physicien ;
- Karl Friedrich Stäudlin (1761-1826), théologien protestant ;
- Philipp Petri (1800-1868), peintre, père de Heinrich Petri.
- Albert Stimming (1846-1922), philologue romaniste ;
- Alfons Hilka (1877-1939), philologue, éditrice de textes médiévaux ;

#### Autres
- Julia Hamburg (1986-) députée des Verts au Landtag de Basse-Saxe, a étudié à Göttingen.
- Georg Klute (1952-) ethnologue allemand, Africaniste, chercheur associé à Göttingen.

## Göttingen en chansons
- Göttingen, chantée par Barbara dans une version française et une autre en allemand. En 2002, cinq ans après la mort de la chanteuse, la ville de Göttingen inaugure une « Barbarastraße » (rue Barbara) dans le quartier de Geismar[14].
- Patricia Kaas fait référence aux roses de la ville dans la chanson D'Allemagne.
- également évoquée par Francis Cabrel en 2021 dans 'le peuple des fontaines'.

## Sport
- basket-ball : le BG 74 Göttingen masculin et son pendant féminin évoluent dans l'élite du championnat allemand.

## Jumelages
- Cheltenham (Angleterre) depuis 1951
- Toruń (Pologne) depuis 1978
- Pau (France) depuis 1982[15]
- Wittemberg (Allemagne) depuis 1988
- La Paz Centro (Nicaragua) depuis 1989 uniquement accord de solidarité